# Ломпіко (Каліфорнія)
Ломпіко (англ. Lompico) — переписна місцевість (CDP) в США, в окрузі Санта-Крус штату Каліфорнія. Населення — 1154 особи (2020).

## Географія
Ломпіко розташоване за координатами 37°6′53″ пн. ш. 122°3′10″ зх. д. / 37.11472° пн. ш. 122.05278° зх. д. (37.114619, -122.052768).  За даними Бюро перепису населення США в 2010 році переписна місцевість мала площу 8,74 км², з яких 8,74 км² — суходіл та 0,00 км² — водойми.

## Демографія
Згідно з переписом 2010 року, у переписній місцевості мешкало 1137 осіб у 480 домогосподарствах у складі 276 родин. Густота населення становила 130 осіб/км².  Було 550 помешкань (63/км²).
Расовий склад населення:
| - 88,4 % — білих - 1,8 % — азіатів - 1,1 % — корінних американців - 0,5 % — чорних або афроамериканців - 0,4 % — вихідців з тихоокеанських островів - 2,2 % — осіб інших рас |

До двох чи більше рас належало 5,6 %. Частка іспаномовних становила 10,1 % від усіх жителів.
За віковим діапазоном населення розподілялося таким чином: 17,6 % — особи молодші 18 років, 76,1 % — особи у віці 18—64 років, 6,3 % — особи у віці 65 років та старші. Медіана віку мешканця становила 44,2 року. На 100 осіб жіночої статі у переписній місцевості припадало 106,4 чоловіків;  на 100 жінок у віці від 18 років та старших — 111,5 чоловіків також старших 18 років.
Середній дохід на одне домашнє господарство  становив 114 907 доларів США (медіана — 69 500), а середній дохід на одну сім'ю — 163 167 доларів (медіана — 86 250). Медіана доходів становила 50 948 доларів для чоловіків та 61 563 долари для жінок. За межею бідності перебувало 8,9 % осіб, у тому числі 5,7 % дітей у віці до 18 років та 0,0 % осіб у віці 65 років та старших.
Цивільне працевлаштоване населення становило 631 осіб. Основні галузі зайнятості: виробництво — 19,0 %, науковці, спеціалісти, менеджери — 18,1 %, роздрібна торгівля — 16,0 %, освіта, охорона здоров'я та соціальна допомога — 15,8 %.